# Илдефонсо Пучдендолас
Илдефонсо Пучдендолас Понсе де Леон (на испански: Ildefonso Puigdendolas Ponce de Leon) е испански полковник от Гражданската война в Испания.

## Биография
През 1931 г. е полковник от пехотата в Севиля като инспектор на корпуса за сигурност. През 1934 г. е назначен в Малага. През юли 1936 г. побеждава бунтовническите сили при Алкала де Енарес и Гуадалахара. След това командва лоялистката милиция в битката за Бадахос през 1936 г. След битката за Бадахос бяга в Португалия и се връща в зоната, контролирана от Испанската републиканска армия. По време на битката при Сесеня Пучдендолас е убит от собствените си войници, когато се опитва да предотврати дезертьорство.